# Thalham (Gemeinde Straßwalchen)
Thalham ist ein Ort im Flachgau im Land Salzburg und gehört zur Gemeinde Straßwalchen im Bezirk Salzburg-Umgebung.

## Geographie
Der Ort befindet sich 25 Kilometer nordöstlich von Salzburg unweit der oberösterreichischen Grenze bei Oberhofen am Irrsee (Zellersee), und gut 4 Kilometer nordöstlich von Neumarkt am Wallersee. Er liegt auf um die 535 m ü. A. Höhe nördlich des Irrsbergs (884 m ü. A.) am Hainbach.
Das Dorf Thalham liegt an der Mondsee Straße (B154) direkt südöstlich des Gemeindehauptortes Straßwalchen. Es umfasst etwa 30 Gebäude und ist mit den südlichen Umgebungslagen von Straßwalchen heute weitgehend verwachsen.
| Straßwalchen  | Stauden                                     |            |
| Großstadlberg | Kompassrose, die auf Nachbargemeinden zeigt | Rattenberg |
|               |                                             | Irrsdorf   |

## Geschichte und Infrastruktur

### Bahnhof Straßwalchen
Mit der Eröffnung der Kaiserin Elisabeth-Bahn (Westbahn) 1860 wurde hier der Bahnhof Straßwalchen errichtet.
Er liegt etwas abseits des Ortes, die Bahnlinie passiert hier westlich erhöht über dem Talboden an der Terrasse des Stadlbergs. Damit wurde Thalham gewisserweise ein Vorort von Straßwalchen, war aber noch bis in die Mitte des 20. Jahrhunderts ein kleines landwirtschaftlich geprägtes Dorf. Der Bahnhof Steindorf war immer der bedeutendere der beiden Straßwalchener Haltepunkte. Heute weist der Thalhamer Bahnhof keine architektonischen Besonderheiten auf, das alte Aufnahmsgebäude stand dort, wo heute der Parkplatz ist.
Hier endet die Linie S2 von Freilassing der S-Bahn Salzburg, die meist als Regionalzug weiter nach Linz durchgebunden wird. S-Bahn wie Regionalzüge werden von den ÖBB betrieben und sind ein Tarifverbund.
Die S-Bahn verkehrt im Stundentakt. Fahrtzeit nach Neumarkt-Köstendorf ist 5 Minuten, nach Seekirchen/Wallersee etwa 15 Minuten, nach Freilassing ungefähr 40 Minuten.
Zusätzlich verkehren werktags stündlich weitere Regionalzüge zwischen Straßwalchen und Salzburg, wodurch sich auf dieser Strecke ein ungefährer 20/40-Takt ergibt.
Außerdem halten hier die Postbusse Straßwalchen – Zell am Moos – Mondsee (Kurs 595).
Der Bahnhof hat aber als Frachtenbahnhof noch immer Bedeutung, insbesondere für die Holzverladung.

## Nachweise
- 50335 – Straßwalchen. Gemeindedaten der Statistik Austria

1. ↑  Straßwalchen, BhfNr. 1104 in Information zum Bahnhof, ÖBB.at;
Stationsinformation Straßwalchen, ÖBB Scotty, fahrplan.oebb.at.
2. ↑  SAGIS, Layer Historische Orthofotos, Befliegung 1952–1954
3. ↑  Stationsinformation Straßwalchen Thalheim, ÖBB Scotty, fahrplan.oebb.at.